# Deb Smith
Delbert Bower "Deb" Smith (Paul, Idaho, 7 de enero de 1920-Salt Lake City, Utah, 25 de febrero de 2009) fue un jugador de baloncesto estadounidense que disputó una temporada en la BAA. Con 1,91 metros de estatura, jugaba en la posición de alero.

## Trayectoria deportiva

### Universidad
Jugó durante su etapa universitaria con los Utes de la Universidad de Utah, convirtiéndose en el primer jugador de dicha institución en debutar en la BAA o la NBA.

### Profesional
En 1946 fichó por los St. Louis Bombers de la BAA, con los que jugó una temporada en la que promedió 1,5 puntos por partido.

#### Estadísticas en la BAA

##### Temporada regular
| Temporada | Edad | Equipo            | Liga | P  | TC  | TCA | %TC  | TL  | TLA | %TL  | ASIS | FP  | PTS |
| 1946-47   | 27   | St. Louis Bombers | BAA  | 48 | 0.7 | 2.5 | .269 | 0.2 | 0.4 | .429 | 0.1  | 1.0 | 1.5 |
| Total     |      |                   | BAA  | 48 | 0.7 | 2.5 | .269 | 0.2 | 0.4 | .429 | 0.1  | 1.0 | 1.5 |

##### Playoffs
| Temporada | Edad | Equipo            | Liga | P | TC  | TCA | %TC | TL  | TLA | %TL  | ASIS | FP  | PTS |
| 1946-47   | 27   | St. Louis Bombers | BAA  | 1 | 0.0 | 0.0 |     | 0.0 | 1.0 | .000 | 0.0  | 1.0 | 0.0 |
| Total     |      |                   | BAA  | 1 | 0.0 | 0.0 |     | 0.0 | 1.0 | .000 | 0.0  | 1.0 | 0.0 |